# Ото Фриш
Ото Роберт Фриш (на немски: Otto Robert Frisch) е австрийско-британски физик, член на Британско кралско научно дружество.

## Биография
Роден е на 1 октомври 1904 г. във Виена, Австро-Унгария, в еврейско семейство. През 1926 г. завършва физика във Виенския университет. През следващите години работи в Германия, Великобритания и Дания.
През 1939 г., заедно със своята леля Лиза Майтнер, Фриш обяснява като случай на ядрено делене проведения година по-рано от Ото Хан експеримент, при който е получен барий от уран. През следващата година Фриш и Рудолф Пайерлс описват теоретичния механизъм за детониране на атомна бомба. След като работи известно време по американската атомна програма, през 1946 година се връща във Великобритания, където остава до края на живота си.
Умира на 22 септември 1979 г. в Кеймбридж на 74-годишна възраст.